# Erineda
Erineda is een geslacht van vlinders van de familie roestmotten (Heliodinidae), uit de onderfamilie Orthoteliinae.

## Soorten
- E. aenea Braun, 1918
- E. elyella Busck, 1909